# Hiiessaare
Koordinaten: 59° 0′ N, 22° 51′ O

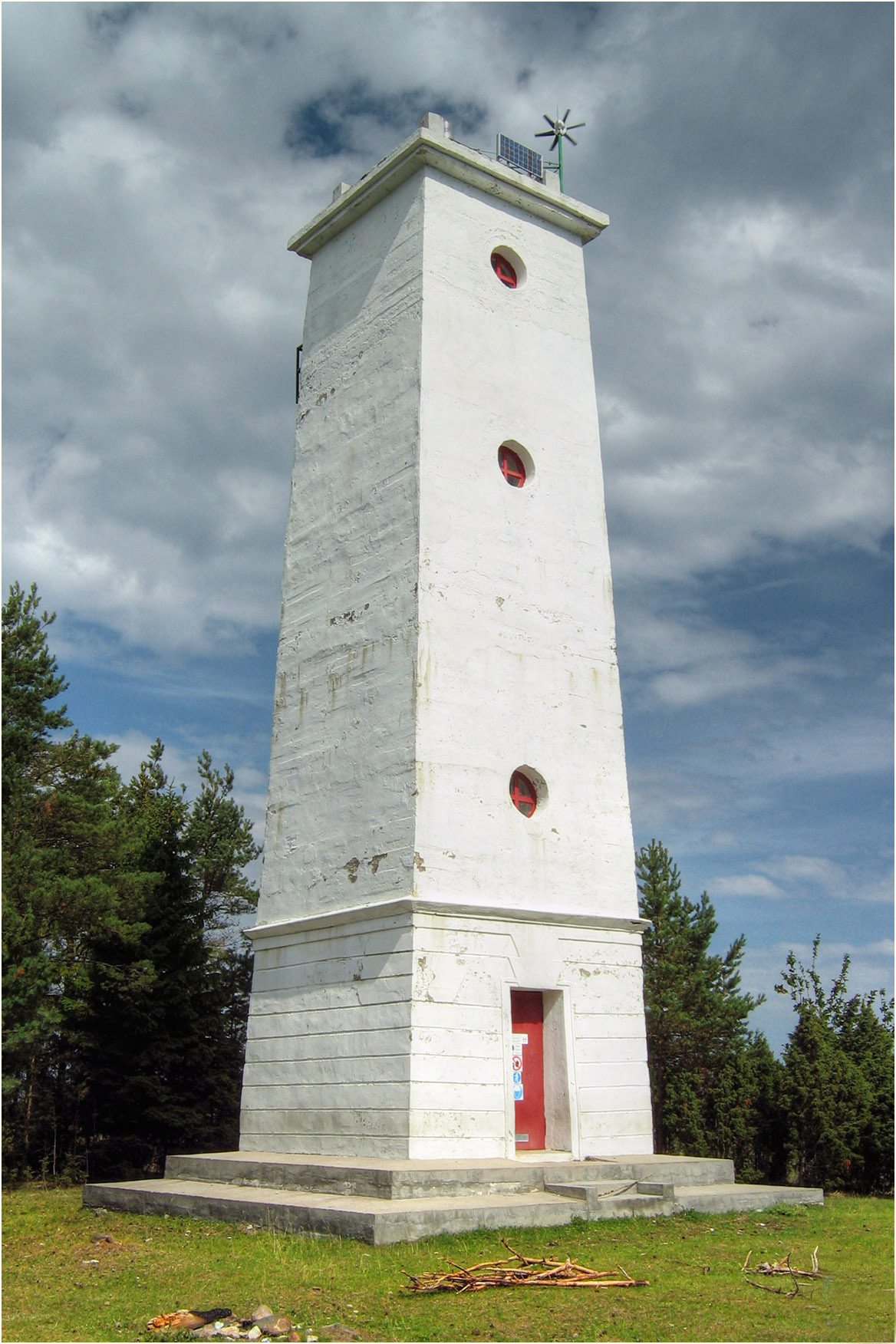
Leuchtturm von Hiiessaare

Hiiessaare (deutsch Hiesaar) ist ein Dorf (estnisch küla) in der Landgemeinde Hiiumaa (bis 2017: Landgemeinde Pühalepa). Es liegt auf der zweitgrößten estnischen Insel Hiiumaa (deutsch Dagö).

## Beschreibung
Der Ort liegt an der Ostseeküste, unmittelbar östlich des Flughafens der Inselhauptstadt Kärdla (Kertel). Der Anfang der 1960er Jahre gebaute Flughafen gehört zum Gebiet des Dorfes.
Hiessaare hat mit Stand 31. Dezember 2011 13 Einwohner.

## Leuchtturm
Der Leuchtturm von Hiiessaare liegt 19 Meter über dem Meeresspiegel. Der Betonsockel ist 17 m hoch. Er wurde 1953 errichtet.
Gemeinsam mit dem Lichtzeichen der Kirche von Pühalepa lotst der Leuchtturm die Schiffe an der Nordostküste Hiiumaas zum Hafen von Suuresadama.